# Austrochaperina palmipes
Austrochaperina palmipes és una espècie de granota que viu a Papua Nova Guinea.